# Zielonki (powiat jędrzejowski)
Zielonki – wieś w Polsce położona w województwie świętokrzyskim, w powiecie jędrzejowskim, w gminie Sędziszów.
| SIMC    | Nazwa    | Rodzaj    |
| ------- | -------- | --------- |
| 0267401 | Czostków | część wsi |
| 0267418 | Piekło   | część wsi |

W 1595 roku wieś położona w powiecie ksiąskim województwa krakowskiego była własnością łowczego sandomierskiego Hieronima Lanckorońskiego. W latach 1975–1998 miejscowość należała administracyjnie do województwa kieleckiego.